# Qualificazioni al campionato mondiale di calcio 2014 - CONCACAF - Terza fase, gruppo B

## Classifica
| Squadra     | Pt | G | V | N | P | GF | GS | DR  |
| ----------- | -- | - | - | - | - | -- | -- | --- |
| Messico     | 18 | 6 | 6 | 0 | 0 | 15 | 2  | +13 |
| Costa Rica  | 10 | 6 | 3 | 1 | 2 | 14 | 5  | +9  |
| El Salvador | 5  | 6 | 1 | 2 | 3 | 6  | 9  | -3  |
| Guyana      | 1  | 6 | 0 | 1 | 5 | 5  | 24 | -19 |

## Risultati
| Arbitro: | Javier Santos |

|                                                 |           |                   |
| Salcido 11’ dos Santos 15’ Rodrigues 51’ (aut.) | Marcatori | 62’ (aut.) Moreno |

| Arbitro: | Walter López Castellanos |

|                          |           |                          |
| Saborío 10’ Campbell 15’ | Marcatori | 23’ Gutiérrez 54’ Romero |

| Arbitro: | Marcos Brea |

|  |           |                                    |
|  | Marcatori | 20’, 26’, 52’ Saborío 77’ Campbell |

| Arbitro: | José Pineda |

|             |           |                       |
| Pacheco 65’ | Marcatori | 60’ Zavala 82’ Moreno |

| Arbitro: | Roberto Moreno Salazar |

|  |           |                        |
|  | Marcatori | 43’ Salcido 52’ Zavala |

| Arbitro: | Jair Marrufo |

|                         |           |               |
| Gutiérrez 4’ Romero 21’ | Marcatori | 16’, 54’ Bobb |

| Arbitro: | Raymond Bogle |

|                         |           |                                |
| Richardson 1’ Nurse 62’ | Marcatori | 12’ Romero 51’ Alas 77’ Burgos |

| Arbitro: | Courtney Campbell |

|               |           |  |
| Hernández 60’ | Marcatori |  |

| Arbitro: | Mark Geiger |

|  |           |            |
|  | Marcatori | 31’ Cubero |

| Arbitro: | Walter López Castellanos |

|  |           |                                                                      |
|  | Marcatori | 77’ Guardado 79’ Peralta 83’ (aut.) Pollarde 84’ Hernández 86’ Reyna |

| Arbitro: | Héctor Rodríguez |

|                                                                           |           |  |
| Brenes 10’, 48’ Gamboa 14’ Saborío 51’ (rig.), 76’ Bolaños 60’ Borges 71’ | Marcatori |  |

| Arbitro: | Jafeth Perea |

|                           |           |  |
| Peralta 65’ Hernández 85’ | Marcatori |  |